# Roche Caiman

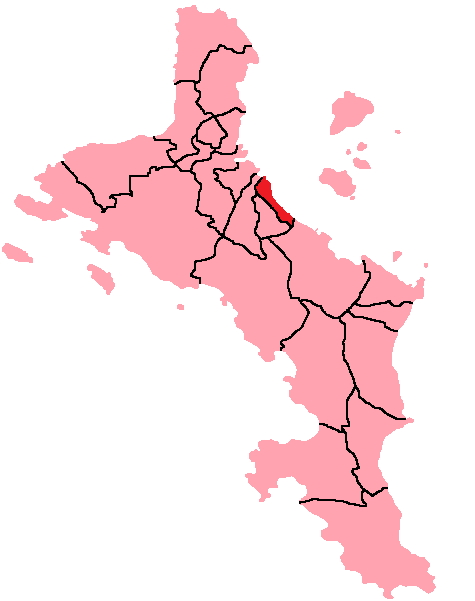
Położenie dystryktu Roche Caiman na wyspie Mahé

Roche Caiman – dystrykt położony w północno-wschodniej części wyspy Mahé; 2 652 mieszkańców (2002).